# Водовозенко Федір Панасович
Федір Панасович Водовозенко (1898, Катеринославська губернія — розстріляний 24 жовтня 1937, Київ) — радянський партійний діяч, завідувач відділу друку і видавництв ЦК КП(б)У. Кандидат у члени ЦК КП(б)У в червні — вересні 1937 р.

## Біографія
Народився в селянській родині. Служив у Червоній армії, командував партизанським загоном. Учасник Громадянської війни.
Член РКП(б) з 1920 року.
У 1923—1924 роках — завідувач Снігурівського районного земельного відділу на Миколаївщині.
У 1924—1925 роках — заступник завідувача Херсонського окружного земельного відділу.
У 1925—1926 роках — голова виконавчого комітету Березнегуватської районної ради; голова виконавчого комітету Каховської районної ради Херсонського округу.
У 1926—1927 роках — помічник прокурора Херсонської окружної прокуратури; голова виконавчого комітету Великоолександрівської районної ради.
У 1927—1928 роках — відповідальний працівник сільськогосподарської кредитної кооперації «Кредитспілка».
Навчався в Інституті червоної професури при ВУЦВК.
З 1929 року — інструктор сільськогосподарського відділу ЦК КП(б)У у Харкові. 
На початку 1930-х років — 1-й секретар П'ятихатського районного комітету КП(б)У Дніпропетровської області. Делегат XVII з'їзд ВКП(б) у Москві, де виступив із промовою.
З 13 травня 1935 року — завідувач сільськогосподарського відділу Чернігівського обласного комітету КП(б)У. 
До вересня 1937 року — завідувач відділу друку і видавництв ЦК КП(б)У.
6 вересня 1937 року заарештований органами НКВС. 21 жовтня 1937 року засуджений до вищої міри покарання, розстріляний, похований у Биківнянському лісі. Посмертно реабілітований 15 вересня 1956 року.

## Нагороди
- орден Червоного Прапора